# Département de Mederdra

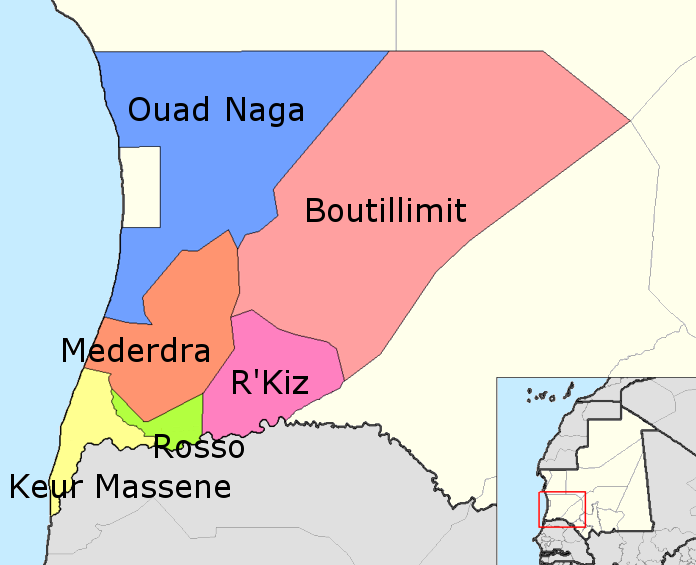
Les départements de Trarza : Mederdra au sud-ouest.

Le département de Mederdra est l'un des six départements (appelés officiellement moughataa) de la région de Trarza en Mauritanie.

## Liste des communes du département
Le département de Mederdra est constitué de cinq communes :
- Bei Taouress
- El Khat
- Mederdra
- Taguilalet
- Tiguent El Jedid

En 2000, l'ensemble de la population du département de Mederdra regroupe un total de 30 424 habitants (14 518 hommes et 16 906 femmes).